# Крюков, Дмитрий Витальевич
Дмитрий Витальевич Крюков (8 октября 1960, Ульяновск — 13 апреля 2009, Москва) — российский программист, автор поисковой системы «Rambler».

## Биография
Родился в семье математика. В 1964 году семья перебралась из Ульяновска в подмосковный академгородок Пущино — биологический центр АН СССР. В 1987 году окончил Московский институт приборостроения, факультет приборостроения и радиоэлектроники, специальность «конструктор-технолог радиоэлектронной аппаратуры». В 1990 году в Берлине получил сертификаты программиста и системного администратора. В 1994—2005 годах работал в пущинском Институте биохимии и физиологии микроорганизмов РАН ведущим программистом Центра вычислительной техники.
В порядке личного увлечения разработал первую русскоязычную поисковую систему, назвав её «Rambler» (странник, бродяга). В свой день рождения 8 октября 1996 года выложил программу в сеть. Весной 1997 года создал счётчик «Рамблер-Топ-100». Вместе с Сергеем Лысаковым стал одним из основателей фирмы с аналогичным названием. Он также является автором логотипа системы. В 2000—2001 годах был вице-президентом и членом Совета директоров ОАО «Рамблер интернет холдинг». С 2001 года работал в организованных им совместно с Сергеем Лысаковым компаниях «Стек груп», а также в «Стек технологии», генеральным директором которой являлся до самой своей смерти. Занимался разработкой и внедрением новой поисковой системы Turtle. Был действительным членом «Российской академии Интернета», академиком «Всероссийской интернет-академии».
Умер в возрасте 48 лет 14 апреля 2009 года около полуночи на рабочем месте от внутримозгового кровоизлияния.

## Награды
- Занесён в мемориальную часть городской Книги Почёта (2012)[3].
- Звание «Почётный гражданин г. Пущино» присвоено решением Совета депутатов № 276/52 от 26.05.2022 года[3].